# Нью-Гартфорд (Міннесота)
Нью-Гартфорд (англ. New Hartford) — Тауншип в окрузі Вінона, Міннесота, США. На 2000 рік його населення становило 820 осіб.

## Географія
За даними Бюро перепису населення США площа тауншипа становить 91,1 км², з яких 90,9 км² займає суша, а 0,2 км — вода (0,20%).